# 1930 w literaturze
Wydarzenia literackie w 1930 roku.

## Nowe książki
- polskie
  - Włodzimierz Perzyński – Klejnoty
  - Stanisław Ignacy Witkiewicz – Nienasycenie

- zagraniczne
  - Miguel Ángel Asturias – Legendy gwatemalskie(inne języki) (Leyendas de Guatemala)
  - Agatha Christie
    - Morderstwo na plebanii (The Murder at the Vicarage)
    - Tajemniczy pan Quin (The Mysterious Mr Quin)

  - John Cudahy – African horizons, by John Cudahy
  - Dashiell Hammett – Sokół maltański (The Maltese Falcon)
  - Vladimir Nabokov – Obrona Łużyna (Защита Лужна)
  - Mihail Sadoveanu – Zaginiony
  - Olaf Stapledon – Ostatni i pierwsi ludzie

## Nowe dramaty
- polskie
  - Jerzy Braun – Europa

## Nowe poezje
- polskie
  - Kazimierz Gołba – Salwa nad brukiem
  - Julian Przyboś – Z ponad
  - Kazimiera Iłłakowiczówna – Popiół i perły
  - Józef Czechowicz – Dzień jak co dzień
  - Władysław Sebyła – Pieśni szczurołapa
- zagraniczne
  - Viktor Dyk – Devátá vlna
  - František Halas – Kogut płoszy śmierć (Kohout plaší smrt)
  - Vladimír Holan – Tryumf śmierci (Triumf smrtri)

## Nowe prace naukowe
- zagraniczne
  - William Empson – Siedem typów wieloznaczności (Seven Types of Ambiguity)
  - Zygmunt Freud – Kultura jako źródło cierpień(inne języki) (Das Unbehagen in der Kultur)
  - Jacques Maritain – Religia i kultura (Religion et culture)

## Urodzili się
- 1 stycznia – Adonis, arabski poeta i krytyk literacki z Syrii
- 6 stycznia – Cezary Leżeński, polski pisarz i dziennikarz (zm. 2006)
- 11 stycznia – Eugeniusz Kabatc,  polski prozaik oraz tłumacz literatury radzieckiej i włoskiej (zm. 2020)
- 16 stycznia – Wojciech Kuczkowski, polski poeta, prozaik, eseista i reportażysta (zm. 2021)
- 20 stycznia
  - Egon Bondy, czeski poeta, prozaik i filozof (zm. 2007)
  - Henryk Mąka, polski pisarz (zm. 2016)
- 22 stycznia – Alberto Arbasino(inne języki), włoski pisarz i eseista (zm. 2020)
- 23 stycznia – Derek Walcott, pochodzący z Saint Lucia poeta, dramaturg i eseista, laureat literackiej Nagrody Nobla (zm. 2017)
- 24 stycznia – Helena Raszka, polska poetka (zm. 2016)
- 25 stycznia – Marta Traba, argentyńska pisarka (zm. 1983)
- 2 lutego – René Śliwowski, polski historyk literatury rosyjskiej, tłumacz i krytyk (zm. 2015)
- 3 lutego – Sándor Csoóri, węgierski pisarz (zm. 2016)
- 5 lutego – Ilon Wikland, szwedzka ilustratorka estońskiego pochodzenia
- 6 lutego – Anna Bukowska, polska eseistka i krytyk literacki (zm. 2021)
- 8 lutego – Carlo Castellaneta(inne języki), włoski pisarz i dziennikarz (zm. 2013)
- 12 lutego
  - Gerhard Rühm, austriacki pisarz
  - Józef Wilkoń, polski ilustrator
- 14 lutego – Harry Mathews, amerykański prozaik i poeta (zm. 2017)
- 17 lutego – Ruth Rendell, brytyjska powieściopisarka (zm. 2015)
- 19 lutego – Kjell Espmark, szwedzki pisarz, poeta, historyk literatury (zm. 2022)
- 23 lutego – Jef Geeraerts, belgijski pisarz pochodzenia flamandzkiego (zm. 2015)
- 26 lutego – Krystyna Goldberg, polska filolog, redaktor, krytyk literacki (zm. 2017)
- 2 marca – Tom Wolfe, amerykański pisarz i dziennikarz (zm. 2018)
- 8 marca – Douglas Hurd, brytyjski pisarz i polityk
- 9 marca – Ota Filip, czeski pisarz (zm. 2018)
- 10 marca – Justinas Marcinkevičius, litewski poeta, dramaturg (zm. 2011)
- 15 marca – Andreas Okopenko, austriacki pisarz (zm. 2010)
- 16 marca – Krzysztof Kąkolewski, polski publicysta, reporter, prozaik (zm. 2015)
- 18 marca – Héctor Bianciotti, francuski pisarz i dziennikarz (zm. 2012)
- 19 marca
  - Janina David, brytyjska pisarka (zm. 2023)
  - Lina Kostenko, ukraińska poetka i tłumaczka
- 26 marca – Gregory Corso, amerykański poeta (zm. 2001)
- 28 marca – Amelia Rosselli, włoska poetka (zm. 1996)
- 8 kwietnia
  - Rafael Cadenas, wenezuelski poeta i eseista
  - Pol Greisch, luksemburski pisarz i aktor
  - Miller Williams, amerykański poeta, tłumacz i publicysta (zm. 2015)
- 23 kwietnia – Margareta Ekström, szwedzka pisarka, tłumaczka, krytyk literacki (zm. 2021)
- 24 kwietnia – Dorothy Uhnak, amerykańska pisarka powieści kryminalnych (zm. 2006)
- 30 kwietnia – Marek Skwarnicki, polski poeta, publicysta, prozaik, felietonista, tłumacz (zm. 2013)
- 3 maja – Juan Gelman, argentyński poeta (zm. 2014)
- 7 maja
  - Kenneth Bernard(inne języki), amerykański pisarz, poeta, dramaturg (zm. 2020)
  - Horst Bienek, niemiecki pisarz, publicysta i tłumacz (zm. 1990)
  - Jerzy Bronisławski, polski pisarz, pułkownik kontrwywiadu
- 8 maja
  - Jolanta Klimowicz, polska reportażystka (zm. 2017)
  - Gary Snyder, amerykański poeta i eseista
- 9 maja
  - Alicia Appleman-Jurman, amerykańska autorka pamiętników pochodzenia żydowskiego (zm. 2017)
  - Wojciech Giełżyński, polski reportażysta (zm. 2015)
- 11 maja
  - Kamau Brathwaite(inne języki), barbadoski poeta i literaturoznawca (zm. 2020)
  - Eva Kantůrková, czeska prozaiczka i scenarzystka
- 13 maja – José Jiménez Lozano, hiszpański pisarz (zm. 2020)
- 15 maja
  - Grace Ogot(inne języki), kenijska powieściopisarka i nowelistka (zm. 2015)
  - Jerzy Pachlowski, polski prozaik (zm. 2012)
- 18 maja – Fred Saberhagen, amerykański pisarz s-f i fantasy (zm. 2007)
- 19 maja – Lorraine Hansberry, amerykańska dramatopisarka (zm. 1965)
- 21 maja – Lina Brockdorff, maltańska poetka, prozaiczka, dramatopisarka
- 23 maja – Friedrich Achleitner(inne języki), austriacki poeta (zm. 2019)
- 25 maja
  - Ann McGovern(inne języki), amerykańska autorka książek dla dzieci (zm. 2015)
  - Helena Stachnowicz, polska poetka (zm. 2020)
- 27 maja – John Simmons Barth, amerykański pisarz postmodernistyczny (zm. 2024)
- 28 maja – Vytautas Petkevičius, litewski pisarz (zm. 2008)
- 31 maja – Gary Brandner, amerykański scenarzysta, dramaturg i prozaik (zm. 2013)
- 3 czerwca – Marion Zimmer Bradley, amerykańska pisarka fantasy (zm. 1999)
- 4 czerwca
  - Gilda Cordero-Fernando(inne języki), filipińska pisarka (zm. 2020)
  - Zbigniew Poprawski, polski dramatopisarz (zm. 2020)
- 5 czerwca – Andrzej Perepeczko, polski pisarz, publicysta, marynarz (zm. 2023)
- 7 czerwca – Gérard Genette, francuski teoretyk literatury (zm. 2018)
- 9 czerwca
  - Lin Carter, amerykański pisarz, redaktor i krytyk (zm. 1988)
  - Roberto Fernández Retamar(inne języki), kubański poeta i krytyk literacki (zm. 2019)
- 10 czerwca – Jacek Trznadel, polski pisarz, tłumacz, krytyk literacki (zm. 2022)
- 11 czerwca – Roy Fisher, brytyjski poeta (zm. 2017)
- 12 czerwca
  - Adolf Born, czeski ilustrator (zm. 2016)
  - Arkadij Dawidowicz, rosyjski pisarz (zm. 2021)
- 13 czerwca – Andrzej Mularczyk, polski pisarz (zm. 2024)
- 14 czerwca
  - Christer Kihlman, fińsko-szwedzki pisarz (zm. 2021)
  - Charles McCarry(inne języki), amerykański pisarz (zm. 2019)
  - Włodzimierz Odojewski, polski pisarz (zm. 2016)
- 16 czerwca – Otia Ioseliani, gruziński pisarz (zm. 2011)
- 28 czerwca – Helena Karwacka, polska historyczka literatury (zm. 2017)
- 29 czerwca – Sławomir Mrożek, polski dramatopisarz i prozaik (zm. 2013)
- 1 lipca – Anna Lisowska-Niepokólczycka, polska pisarka (zm. 1997)
- 2 lipca – Ota Pavel, czeski pisarz i dziennikarz sportowy (zm. 1973)
- 6 lipca – Françoise Mallet-Joris(inne języki), belgijska prozatorka, pisząca po francusku (zm. 2016)
- 7 lipca – Eugene McCabe(inne języki), irlandzki pisarz (zm. 2020)
- 10 lipca – Indira Parthasarathy, indyjski pisarz tworzący w języku tamilskim
- 11 lipca – Harold Bloom, amerykański krytyk literacki (zm. 2019)
- 20 lipca – Lotte Ingrisch, austriacka pisarka i dramaturg (zm. 2022)
- 21 lipca – Ramchandra Chintaman Dhere(inne języki), indyjski pisarz (zm. 2016)
- 25 lipca – Alice Parizeau, kanadyjska pisarka i kryminolog (zm. 1990)
- 4 sierpnia – Anna Więzik, polska poetka (zm. 2011)
- 10 sierpnia – Barry Unsworth, angielski prozaik (zm. 2012)
- 17 sierpnia – Ted Hughes, angielski poeta (zm. 1998)
- 19 sierpnia – Frank McCourt, amerykański pisarz (zm. 2009)
- 21 sierpnia – Irena Vrkljan, chorwacka pisarka i tłumaczka (zm. 2021)
- 27 sierpnia
  - Erzsébet Galgóczi, węgierska pisarka, reporterka (zm. 1989)
  - Hans-Joachim Gelberg(inne języki), niemiecki pisarz (zm. 2020)
- 28 sierpnia – Roman Śliwonik, polski pisarz (zm. 2012)
- 5 września – Danuta Ćirlić-Straszyńska, polska tłumaczka
- 10 września
  - Ivan Aralica, chorwacki pisarz
  - Ferreira Gullar(inne języki), brazylijski poeta, prozaik i tłumacz (zm. 2016)
- Kiyohiro Miura, japoński prozaik, badacz literatury angielskiej i amerykańskiej
- 14 września – Anton Donczew, bułgarski powieściopisarz (zm. 2022)
- 18 września – Vlado Gotovac, chorwacki poeta, eseista, krytyk literacki (zm. 2000)
- 24 września – Fernand Ouellette, kanadyjski pisarz, poeta i dziennikarz
- 25 września
  - Francine du Plessix Gray(inne języki), amerykańska pisarka i krytyk literacki (zm. 2019)
  - Shel Silverstein, amerykański poeta i autor książek dla dzieci (zm. 1999)
- 29 września – Colin Dexter, brytyjski pisarz (zm. 2017)
- 7 października – Edmund Kotarski, polski historyk literatury
- 10 października
  - Akiyuki Nosaka, japoński pisarz (zm. 2015)
  - Harold Pinter, angielski dramaturg, pisarz, laureat Nagrody Nobla (zm. 2008)
- 13 października – Teresa Lubkiewicz-Urbanowicz, polska pisarka (zm. 2023)
- 16 października – Dan Pagis, żydowski poeta (zm. 1986)
- 24 października – Elaine Feinstein(inne języki), angielska poetka i pisarka (zm. 2019)
- 25 października – Harold Brodkey, amerykański pisarz (zm. 1996)
- 26 października – John Arden, angielski pisarz i dramaturg (zm. 2012)
- 30 października – Timothy Findley, kanadyjski pisarz (zm. 2002)
- 1 listopada – A.R. Gurney, amerykański pisarz i dramaturg (zm. 2017)
- 2 listopada
  - Aleksander Barszczewski, polski oraz białoruski pisarz i poeta (zm. 2022)
  - Václav Erben, czeski pisarz, autor kryminałów (zm. 2003)
- 6 listopada – Dubravko Jelčić(inne języki), chorwacki poeta, pisarz i krytyk literacki (zm. 2020)
- 7 listopada – Kazimierz Dziewanowski, polski pisarz i reportażysta (zm. 1998)
- 11 listopada
  - Marcin Łyskanowski, polski lekarz i prozaik (zm. 2013)
  - Tadeusz Nowak, polski poeta, prozaik i tłumacz (zm. 1991)
- 12 listopada – Tonke Dragt, holenderska pisarka fantasy (zm. 2024)
- 15 listopada
  - J.G. Ballard, brytyjski powieściopisarz, nowelista i eseista (zm. 2009)
  - Barbara Seidler, polska pisarka i publicystka
- 16 listopada – Chinua Achebe, nigeryjski pisarz i poeta (zm. 2013)
- 18 listopada – Gregor Strniša, słoweński poeta i dramaturg (zm. 1987)
- 19 listopada – Zuzanna Czajkowska, polska dziennikarka i tłumaczka (zm. 2017)
- 21 listopada – Zbigniew Prostak, polski pisarz science fiction (zm. 2015)
- 23 listopada – Herberto Hélder, portugalski poeta (zm. 2015)
- 26 listopada – Carlo Sgorlon(inne języki), włoski pisarz (zm. 2009)
- 27 listopada – Władimir Maksimow, rosyjski pisarz, dysydent (zm. (1995)
- 30 listopada
  - Zdzisław Łapiński, polski teoretyk i historyk literatury
  - Bogdan Wojdowski, polski pisarz, publicysta, krytyk literacki (zm. 1994)
- 4 grudnia – Leszek Bakuła, polski pisarz (zm. 1997)
- 8 grudnia – John Morressy, amerykański pisarz science fiction i fantasy (zm. 2006)
- 9 grudnia – Edoardo Sanguineti, włoski pisarz i krytyk literacki (zm. 2010)
- 13 grudnia – Natan Zach, izraelski poeta, eseista, krytyk literacki (zm. 2020)
- 15 grudnia – Edna O'Brien, irlandzka pisarka i poetka (zm. 2024)
- 17 grudnia – Sławomir Błaut, polski tłumacz literatury niemieckiej (zm. 2014)
- 19 grudnia – Miloslav Stingl(inne języki), czeski pisarz (zm. 2020)
- 25 grudnia – Adam Wodnicki, polski pisarz i tłumacz literatury francuskiej (zm. 2020)
- Lucjan Biliński, polski bibliotekarz i publicysta (zm. 2015)
- Vytautas Bložė(inne języki), litewski poeta i tłumacz (zm. 2016)
- Vincent Lardo, amerykański pisarz

## Zmarli
- 9 lutego – Alice Williams Brotherton, amerykańska poetka (ur. 1848)
- 2 marca – D.H. Lawrence, angielski prozaik i poeta (ur. 1885)
- 10 marca – Misuzu Kaneko, japońska poetka (ur. 1903)
- 12 marca – Alois Jirásek, czeski pisarz i dramaturg (ur. 1851)
- 14 kwietnia – Władimir Majakowski, radziecki poeta i dramatopisarz (ur. 1893)
- 21 kwietnia – Robert Bridges, angielski poeta (ur. 1844)
- 22 kwietnia – Jeppe Aakjær, duński poeta i pisarz (ur. 1866)
- 29 kwietnia – Maria Poliduri, grecka poetka (ur. 1902)
- 14 maja – Władysław Orkan, polski pisarz (ur. 1875)
- 27 maja – Gabriel Miró, hiszpański pisarz (ur. 1879)
- 1 czerwca – Eugénio Tavares, poeta z Wysp Zielonego Przylądka (ur. 1867)
- 9 czerwca – Arthur St. John Adcock, brytyjski pisarz i krytyk (ur. 1864)
- 25 czerwca – Maryla Wolska, polska poetka (ur. 1873)
- 29 czerwca – Julian Ejsmond, polski pisarz i poeta (ur. 1892)
- 7 lipca – Arthur Conan Doyle, angielski pisarz (ur. 1859)
- 11 lipca – Andon Zako Çajupi, albański pisarz i dramaturg (ur. 1866)
- 4 września – Władimir Arsienjew, rosyjski pisarz (ur. 1872)
- 5 września – Georges de Porto-Riche, francuski dramatopisarz (ur. 1849)
- 4 października – Ołena Pcziłka,  ukraińska pisarka, krytyczka literacka, wydawczyni (ur. 1849)
- 10 października – Armitage Trail, amerykański pisarz (ur. 1902)
- 21 października – Włodzimierz Perzyński, polski dramaturg i prozaik (ur. 1877)
- 8 grudnia
  - Florbela Espanca, portugalska poetka (ur. 1894)
  - Adolphe Retté, francuski poeta i pisarz (ur. 1863)

## Nagrody
- Nagroda Nobla – Sinclair Lewis
- Nagroda Pulitzera w dziedzinie beletrystyki – Oliver La Farge za "Laughing boy"